# Весталке
Весталке (лат. Vestales), свештенице богиње Весте, задужене да чувају вечну ватру (ignis inextinctus) која симболише постојаност и трајност римске државе.
Биле су организоване у посебну колегију састављену првобитно од четири, а касније од шест свештеница, по две за свако од три Римска племена (Tities, Ramnes, Luceres). На њиховом челу се налазила најстарија свештеница (virgo vestalis maxima), а о ритуалном деловању саме колегије старао се pontifex maximus. Установљавање овог култа традиција везује се за најстарија времена, па се међу првим весталкама спомиње Ромулова мајка Реа Силвија (Rhea Silvia), а формирање самог свештеничког реда приписује се краљу Нуми Пумпилију, заслужном за настанак и других религијских установа у Риму.

## Настанак култа
Пошто се у примитивним заједницама до ватре долазило веома тешко, било је неопходно да се на једном месту обезбеди пламен који би стално горео. Природно је да та обавеза првобитно припада породичном старешини, али је терет непосредног извршења падао на најмлађе чланове, и то првенствено на његове ћерке. То је логична последица организације патријархалних заједница у којима су мушки чланови углавном одсутни из куће (радећи на пољу, заузети ратовањем), где је жена презаузета кућним пословима, а робовима, ако их је уопште било, није се смела поверити тако значајна сакрална обавеза. Она је као посебна почаст допала оним члановима породице који својом чистотом и чедношћу то једино заслужују, девојчицама пре стицања њиховог пунолетства. Огњиште (focus) тако постаје симбол саме куће, а вечна ватра залог трајности породичне заједнице.
Била је то светиња која се морала одржавати не само због практичне користи, већ ради очувања континуитета саме породице. Сваки њен члан је гашење огњишта сматрао највећом несрећом, осим када је то намерно чињено једном годишње (1. марта) и поново ритуално паљено. Култ огњишта је негован у свакој кући, а старешина породице је био нека врста свештеника богиње која је оличавала тај вечни пламен.
Формирањем најстарије римске comunitas, уведен је уз приватни култ Весте, који је и даље поштован у сваком домаћинству појединачно, и јавни култ Весте, који је био у ингеренцији краља (rex). О заједничком огњишту и вечној ватри свих Римљана старале су се свештенице које су представљале институционализовани сурогат краљевих кћери, и чије је светилиште отуда било на самом Форуму, у непосредној близини места где је столовао сам краљ (Regia). Оне су биране међу девојчицама патрицијског порекла, узраста од шест до десет година, првобитно од стране краља а касније првосвештеника (pontifex maximus). Услов је да су им оба родитеља жива (patrimae et matrimae), да су рођене у браку склопљеном у строго прописаној свечаној форми (confarreatio) и да нису имале било какву говорну ману, нити неки други физички недостатак. Весталкини родитељи никада нису смели бити у ропству, па ни привремено, нису се смели понашати нечасно према непријатељу, морали су имати земљишни посед на Апенинском полуострву.
Касније је првосвештеник одабирао прво двадесет кандидаткиња, а од њих је коначан избор обављан путем коцке како би се избегла свака пристрасност (предност су ипак имале девојчице чија је сестра већ весталка, или ћерке високих свештеника). Девојчице су потом напуштале породицу и живеле у кући Весталки (Atrium Vestae) наредних тридесет година: првих десет учећи се тајним вештинама, следећих десет извршавајући своје обавезе, а последњих десет подучавајући подмладак. После тридесетогодишњег службовања било им је допуштено да се ослободе завета чедности, напусте колегију, па чак и да се удају. Оне су се ипак најчешће одлучивале да остану верне дотадашњем начину живота. Напуштање колегије сматрало се и лошим знамењем, које не доноси добро ни самој весталки, а ни римској држави.
Најстарија међу њима називала се virgo vestalis maxima и она се старала о уредном извршавању религијских дужности и одређивала распоред обавеза које су весталке обављале и дању и ноћу. Забележено је да су две весталке из времена Августа служиле 57 година — Occia, односно 64 године — Iunia Torquata.

## Изглед
Приликом давања завета чедности, весталка је морала да одсече своју косу и да је причврсти на свето лотосово дрво као дар богињи, а када јој поново израсте, требало је да повеже шест плетеница са вуненим тракама од црне и црвене вуне. Весталке су биле одевене у огртач од светлобеле вуне, попут одеће коју су носиле младе пред венчање. Када су учествовале у жртвовањима, пребацивале су бели вео преко главе (suffibulum) и носиле капуљачу обрубљену црвеном траком, причвршћену копчом испод груди.
Не само скромном одећом, већ и својим понашањем, оне су морале поштовати строга правила чедности и смерности. Једна од њих је због тога (425. п. н. е.) скоро изгубила живот:
| „ | „Весталка Постумија је била оптужена да је прекршила завет чедности, а када јој кривица за тај злочин није доказана, није успела да потпуно одагна сумњу, будући да је стално истицала своју лепоту и била слободнијег понашања него што то приличи девици. Када је била ослобођена, врховни свештеник јој је, изражавајући мишљење колегије понтифика, наредио да убудуће буде уздржанија у свом понашању и да више негује побожност него лепоту“ (Лив. 4,44,11). | ” |

Могуће је да се овде радило и о политичком обрачуну са генсом Постумија, јер је њен брат Постумије такође био предмет тешких оптужби.

## Правни положај
Весталке нису остајале под очинском влашћу (patria potestas), нити им је додељиван тутор (tutela mulierum), већ су правно биле потпуно еманциповане. Оне су са својом породицом сасвим прекидале агнатску везу, па чак и по истеку тридесетогодишњег периода службовања у колегији остајале су да живе по свом праву (sui iuris). О постојању могућности да састављају тестамент за живота свог оца и закључују друге послове без тутора, говори већ један од краљевских закона (leges regiae) који се преписује Нуми Помпилију, као и посебна одредба Закона XII таблица (таб. V,1). Попут Јупитеровог свештеника (flamen Dialis), и весталке су могле да сведоче без заклетве, а свако ко би их повредио био је најстроже кажњен.
Ипак, живот весталки је био под свакодневном контролом врховног понтифекса и он је поседовао овлашћења над њима која су била блиска онима које је pater familias имао према члановима своје породице. Он их је због недоличног понашања и разних прекршаја могао кажњавати, па чак изрицати и смртну казну. Положај весталке је, међутим био ближи ономе који је имала жена старешине породице (mater familias), него статусу ћерке (filiae familias). Ако се зна да је првосвештеник наследио позицију коју је раније имао rex, онда је весталка, поготово најстарија (virgo vestalis maxima), имала положај сличан краљевој супрузи (regina).
Весталке су се морале строго држати завета девичанства, а преступница је сурово кажњавана, тако што би била жива зазидана у просторији под земљом (јер крв весталки не сме бити проливена), док је мушкарац који је обешчастио био јавно бичеван до смрти. Оцену о кривици весталке доносила је колегија понтифика (pontifices) која је заседала у Регији (Regia), али се тиме ни у ком случају није умањивала доминантна позиција понтифекса, јер је крајњи арбитар ипак био он. Мишљење колегије је било више саветодавног карактера, јер је коначну одлуку о кривици и кажњавању весталке доносио понтифекс, који се сам старао и о њеном извршењу.
После изрицања пресуде следила је церемонија лишавања спољњих облежја њеног звања (vittes), а потом је преношена Форумом у покривеној носиљци, одевена као да је мртва, у пратњи своје породице која је оплакивала. Церемонија, попут погребне (pompa funebris), настављала се на месту званом „Поље окаљано злочином“ (Campus sceleratus), које се налазило унутар градских зидина, у близини Колинске капије, где су обично сахрањивани тешки преступници. На том месту је претходно припремљена омања подземна просторија са лежајем, сточићем, лампом и нешто хране. Првосвештеник је подигнутих руку ка небу изговарао молитву, отварао носиљку и доводио осуђеницу до отвора у подземну просторију, у коју се могло сићи једино мердевинама. Његови помоћници су је одводили до унутрашњости будуће гробнице и ту остављали, а за собом су по изласку извлачили мердевине и затрпавали отвор. Терен је потом морао бити потпуно изравнан, а место сахрањивања је остало без икаквих ознака. Тиме је осуђеница предавана вечном забораву, а њени најближи нису више имали где да јој дају помен.
Уколико би се угасила света ватра, она се није могла обновити са неког другог огњишта. Весталку је тада првосвештеник имао право да ишиба и примора да обнови ватру трењем два комада дрвета узетих са arbor felix (посебне врсте дрвета са кога су плодови приношени боговима) и да пламен принесе на бронзаном решету до огњишта у храму. У остале дужности весталки спадало је периодично приношење дарова богињи Вести, свакодневно шкропљење њеног олтара водом са извора нимфе Егерије (fons Egeriae), асистирање приликом освећивања храмова и учествовање у јавним церемонијама.
Оне су припремале посебну супстанцу, мешавину истуцаног пира (врсте житарица) и крупно млевене соли (muries), која се звала mola salsa а која је просипана по глави животиње одређене за жртвовање (отуда: immolare = жртвовати).
Весталке су уживале велики углед, па су им припадале и одређене привилегије. Једна од најважнијих је право интерцесије (intercessio), које је омогућавало весталкама да пониште одлуке магистрата. Тако су осуђеника на смрт могле спасти од извршења казне уколико би га среле приликом одвођења на погубљење. Када су пролазиле градом чак је и конзул морао да стане и препусти им првенство пролаза, а његови ликтори су у знак почасти обарали снопове (fastes) према тлу. Њима је једино било дозвољено да се кочијама крећу по Форуму.
Због изузетног поверења које су уживале, весталкама су поверавани на чување правни документи од посебног значаја. Тако је Јулије Цезар непосредно пред своју смрт (44. п. н. е.) овде депоновао свој тестамент, а после Августа то је постала уобичајена пракса његових наследника. Према Светонију, Август је весталкама уз свој тестамент поверио на чување још три запечаћена свитка, који су после његове смрти јавно прочитани: упутство о начину његове сахране, опис онога што је учинио за корист државе (Res gestae divi Augusti), а у последњем документу преглед бројчаног стања војника под оружјем и финансијски извештај о стању државне и царске благајне (Сует. Aug. 101,4).
Весталке су у друштвеном и политичком животу Рима често имале значајну улогу. Када је у време Сулине диктатуре младом Јулију Цезару претила смртна опасност због сродства са Маријем, весталке су му спасле живот; када је Месалину због недоличног понашања њен муж цар Клаудије осудио на смрт, свештенице су се заузеле код императора да је помилује; када је током грађанског рата 69. године цар Вителије желео да преговара са Веспазијановим генералима, он је своју писмену поруку поверио весталкама; када је 193. године Септимије Север започео војни удар, у делегацији послатој из Рима да са њим преговара, уз сенаторе биле су укључене и весталке.
Колики је био углед ових свештеница показује и легенда по којој је чак и настанак Рима био везан за судбину једне од њих. То је била Реа Силвија (Rhea Silvia), кћи Нумитора, латинског краља из Алба Лонге, кога је са престола прогнао његов брат Амулије и наредио да се поубијају сви Нумиторови синови, а Реу Сливију је приморао да постане весталка и да се обавеже на завет чедности, како не би за собом оставила потомство. Међутим, према предању, када је дошао ред на њу да оде по воду у свети гај посвећен богу Марсу (fons Egeria), он ју је обљубио и она је родила близанце Ромула и Рема. Гневни Амулије је несрећну весталку због прекршеног завета бацио у Тибар, али ју је бог те реке спасао и узео за жену. Дакле, оснивач града и митолошки праотац свих Римљана је син бога рата и свештенице девице, заштитнице свете ватре и домаћег огњишта.
Учешће весталки у јавном животу Рима је било поготово значајно у сфери религије, где су поједине церемоније биле незамисливе без њих, док су се у другима само придруживале осталим свештеницима (pontifices). Обим и врста њихових делатности су се временом мењали, али се у изворима за неке од њих могу наћи потврде да су биле везане за специфичне дане у години и за тачно одређене светковине:
- 30. јануара — весталке и врховни свештеник су на овај дан сваке године приносили жртву (sacrificium anniversarium) пред Августовим Олтаром мира (Ara Pacis Augustae), подигнутим 9. г. н.е. на Марсовом пољу у част његових победа у Шпанији и Галији. Споменик је украшен низом рељефа, који на једној од страна приказује сам чин приношења жртве (suovetaurilia), којим се остваривало ритуално очишћење (lustratio), као и представу самих весталки и првосвештеника укључених у ту церемонију.[10]
- 13. фебруар — весталке су учествовале у деветодневном обележавању дана мртвих (до 21. фебруара), које започиње на гробу римске хероине Тарпеје (Tarpeia), обухвата празник Parentalia (помен преминулим члановима породице) и Feralia (сећање на све умрле).[10]
- 15. фебруар — започиње празник Lupercalia, током којих весталке први пут у години деле mola salsa, посебну супстанцу коју су само оне могле да приправе.[10]
- 1. март — дан када је започињала римска нова година и када су весталке гасиле свету ватру у свом храму и свечано је опет палиле, трењем два комадића дрвета.[10]
- 6. март — обележавале су годишњицу избора Августа за врховног првосвештеника (12. г. н.е.).[10]
- 15. април — на дан Fordicidia је на Капитолу, у присуству првосвештенице весталке (virgo vestalis maxima), свака од курија жртвовала стеону краву (fordae boves) у част богиње плодности Телус (Tellus), а потом су се остале весталке укључивале у појединачне светковине по куријама.[10]
- 21. април — дан који се сматрао dies natalis, рођенданом Рима, и тада се славио празник Palilia (или Parilia) коју су чобани посвећивали древном божанству Pales. Том приликом је коришћен пепео стеоне краве жртвоване поводом Fordicidia (15. април), који су чувале весталке у свом храму, и згрушана крв коња који је жртвован још у претходној години (15. октобра) на Марсовом пољу, тзв. „октобарски коњ“ (Equus October).[10]
- 15. мај — весталке учествују у ритуалном бацању сламнатих лутака у Тибар са најстаријег моста у Риму (Pons Sublicus), чиме се желело постићи очишћење од грехова које је римски народ починио. Претпоставља се да су лутке симболизовале древни обичај из времена када су приношене људске жртве боговима (в. capitibus obvolutis).[10]
- 9—15. јун — период у коме весталке славе свој највећи празник, Vestalia. Тада оне по други пут у години припремају mola salsa.[10]
- 21. август — поводом Consualia, светковине у част бога житних амбара Консуса, отвара се његов подземни жртвеник на Марсовом пољу и пред њим весталке и Квиринов свештеник (flamen Quirinalis) приносе жртву. Током осталог дела године, жртвеник се откривао само још 15. децембра.[11]
- 25. август — pontifex maximus и весталке су приносиле жртву на олтар богиње Ops Consiva, који се налазио у омањем простору (sacrarium) унутар „краљевске куће“ (Regia), смештене на Форуму.[11]
- 13. септембар — весталке по трећи пут припремају и деле mola salsa.[11]
- 12. октобар — заједно са понтифицима (pontifices), весталке приносе годишњу жртву (sacrificium aniversarium) посвећену подизању Ara Fortunae Reducis, олтара у част Августовог срећног повратка из Сирије (19. п. н. е.), због чега се овај дан назива још и Augustalia.[11]
- 4. децембар — весталке учествују у тајанственим ноћним светковинама посвећеним богињи земље и плодности Bona dea, чије је поштовање преузето од Грка почетком III века п. н. е. Богињу су славиле римске матроне у кући неког од највиших магистрата (конзул, претор), а мушкарцима је приступ био најстрожије забрањен.[11]

Бројне друге религијске активности су такође биле незамисливе без њиховог присуства: молитве у случају великих несрећа или природних катастрофа, молитве за окајавање грехова или поводом догађаја од посебног значаја, попут установљавања новог божанства, погреба угледне личности, нечије инаугурације и сл. Извори потврђују учешће весталки и у неким другим званичним догађањима, али на основу сачуваних података није могуће утврдити њихов прави карактер нити време одржавања. Тако је на пример, забележено да су се весталке одређеног дана у години обраћале „краљу-свештенику“ (rex sacrorum) питањем:
| „ | Да ли бдијеш (над нама)?, | ” |

а он је потврдно одговарао (Virgines vestae certa die ibant ad regem sacrorum et dicebant: Vigilasne rex? Vigila!). Остаје нејасно којег „одређеног дана“ (certa dies) су предузимане ове активности и који је био њихов прави смисао.
У доба Царства весталке су добиле још једно светилиште које је Август подигао на Палатину, мада је форумски храм и даље задржавао свој углед. До њега су одлазили и сами цареви по савет, попут Нерона када се припремао да отпутује у источне провинције. Прво се упутио на Капитол, где се обратио Јупитеру за савет, а потом и до весталки:
| „ | Када је ступио у Вестин храм, изненада обузе његове удове дрхтавица: можда га је страх обрвао пред обличјем богиње, или се сетио својих злочина који му нису давали ни тренутка мира, те он одуста од пута. Правдао је то тиме како су његове бриге мале у поређењу с љубављу према отаџбини, и јер је видео тужне очи својих суграђана, чуо како се кришом жале што се он спрема да крене на тако далек пут, како им тешко падају његова одсуствовања: навикли су да их његов лик снажи у тешким моментима који могу доћи. И као што су у приватном животу на првом месту најближи и најдражи, тако је и у јавном животу римски народ имао највише права на свога цара, а цар који жели да сачува народ за себе мора се покоравати његовим жељама (Ann. 15,36). | ” |

Помињање богиње статуе наводи на закључак да је цар био у палатинском светилишту весталки, а не у оном које управо он обновио на Форуму после великог пожара (в. Aedes Vestae).
У царском периоду весталке су могле присуствовати и јавним свечаностима световног карактера, укључујући чак и гладијаторске игре. У Колосеуму су им припадала почасна места у првим редовима, заједно са сенаторима и угледним матронама из царске породице. Имале су привилегију да саме путују и да при том имају званичну пратњу. Весталке су временом ослобађане и од обавезе да све послове саме обављају, већ су за то могле ангажовати тзв. државне робове (servi publici).
Већ у доба републике ово свештеничко звање је постало доступно плебејцима, а од времена Августа су весталке могле бити и ћерке ослобођеника. То показује да су се Римљани све теже одлучивали да своју децу определе за то звање. Забележено је да је почетком Царства једној девојци дато два милиона сестерција јер је постала весталка, а пола од те суме је дато оним кандидаткињама које нису ни могле бити изабране. Држава је овим привилегијама, као и великим новчаним субвенцијама, привлачила нове весталке, али је то звање умногоме изгубило првобитни значај и улогу. Оно се временом до те мере изопачило да су припаднице царске породице сматрале највећом почашћу да приступе реду весталки, мада су биле у браку и у поодмаклим годинама. Шта више, када су ове царице и принцезе после смрти проглашаване за божанства, о њиховом култу су се морале старати управо весталке. Почетком трећег века, цар Елагабал се и сам оженио весталком Аквилијом Севером, убрзо се развео, и потом опет с њом оженио. Овај бизарни владар сиријског порекла, то је учинио јер је пожелео да у Рим уведе култ бога Сунца, чије је оличење био он сам (отуда и његово име Heliogabalus). Браком са римском весталком требало је да потврди сакралност своје личности, а када је на Палатину подигао храм посвећен новом богу (односно себи), наредио је да се вечни огањ и најсветије римске реликвије тамо преместе (penates, Palladium). Весталке су га, наводно, обмануле тако што су му предале шкрињу која је била празна, али се нико није усудио да их отвори јер је би ослепео свако ко то учини (Hist. August. Elagab. 6,8ss). Према римској традицији, свештенице су вековима управо на тај начин штитиле од лопова ове древне симболе вечности Рима, и зато су у Вестином храму увек имале две шкриње, једну праву и једну лажну (Plut. Camill. 20). Култ богиње Весте је преживео и Константинов едикт (313. г.) о изједначавању вера, али када је Теодосије (394. г.) затворио Вестин храм, окончана је и необично дуга историја овог свештеничког реда.

## Служба
Весталке је бирао врховни свештеник (Pontifex Maximus) још док би биле девојчице од шест до десет година. Претпоставља се да су најпре то биле чланице краљевске породице. Касније се захтевало да то буду кћери слободних грађана, да имају оба жива родитеља, а да немају никакве физичке или менталне недостатке. У почетку их је било две, потом четири, а онда и шест. У прво време је њихова служба трајала пет, а касније 30 година и за све то време нису смеле да изгубе невиност, јер у супротном би биле кажњене тако што би их живе закопали у близини Квириналских врата на Пољу окаљаном злочином (Campus Sceleratus). Међутим, након службе имале би право на удају.
Првих десет година би биле припремане за службу и обучавале би их старије весталке, које су већ службовале трећу деценију. Других десет година би се старале о култу. Службу су обављале ћутећи. Главни задатак им је био одржавање вечите ватре, јер су сматране домаћицама државног огњишта. Уколико би се ватра угасила грешком весталке, била би кажњена шибањем. Такође, доносиле би воду са извора Камене у глиненим посудама, која се користила у обредима. На челу весталки је била Велика весталка (Virgo Vestalis Maxima), а живеле су у Вестином атријуму на Форуму.

## Привилегије
Весталке су уживале велика права. Осим што су имале почасна места на свим јавним играма, сведочиле су без заклетве и могле су да ослободе осуђеника на смрт. Међутим, уколико би неко увредио весталку, био би осуђен на смрт.

## Изглед
Косу су чешљале на посебан начин и носиле су белу одећу, а приликом жртвовања су покривале главу белим велом (suffibulum).

## У уметности
У ликовној уметности приказивано је само пет весталки, јер је шеста увек била поред државног огњишта.